# Región geográfica intermedia de Criciúma
La región geográfica intermedia de Criciúma es una de las siete regiones intermedias del estado brasileño de Santa Catarina y una de las 134 regiones intermediarias de Brasil, creadas por el Instituto Brasileño de Geografía y Estadística (IBGE) en 2017. Está compuesta por 44 municipios, distribuidos en tres región geográfica inmediata.
Su población total estimada por el Instituto Brasileño de Geografía y Estadística (IBGE) para  julio de 2018 era de 955 289 habitantes, distribuidos en una área total de 9 420.595 km².
Criciúma es el municipio más poblado de la región intermedia, con 213 023 habitantes, en consonancia con estimativas de 2018 del IBGE.

## Regiones geográficas inmediatas y municipios
| Región geográfica inmediata | Código | Municipios                |
| --------------------------- | ------ | ------------------------- |
| Criciúma                    | 420002 | Balneário Rincão          |
| Criciúma                    | 420002 | Cocal do Sul              |
| Criciúma                    | 420002 | Criciúma                  |
| Criciúma                    | 420002 | Forquilhinha              |
| Criciúma                    | 420002 | Içara                     |
| Criciúma                    | 420002 | Lauro Müller              |
| Criciúma                    | 420002 | Morro da Fumaça           |
| Criciúma                    | 420002 | Morro Grande              |
| Criciúma                    | 420002 | Nova Veneza               |
| Criciúma                    | 420002 | Orleans                   |
| Criciúma                    | 420002 | Siderópolis               |
| Criciúma                    | 420002 | Treviso                   |
| Criciúma                    | 420002 | Urussanga                 |
| Tubarão                     | 420003 | Armazém                   |
| Tubarão                     | 420003 | Braço do Norte            |
| Tubarão                     | 420003 | Capivari de Baixo         |
| Tubarão                     | 420003 | Grão-Pará                 |
| Tubarão                     | 420003 | Gravatal                  |
| Tubarão                     | 420003 | Imaruí                    |
| Tubarão                     | 420003 | Jaguaruna                 |
| Tubarão                     | 420003 | Laguna                    |
| Tubarão                     | 420003 | Pedras Grandes            |
| Tubarão                     | 420003 | Pescaria Brava            |
| Tubarão                     | 420003 | Rio Fortuna               |
| Tubarão                     | 420003 | Sangão                    |
| Tubarão                     | 420003 | Santa Rosa de Lima        |
| Tubarão                     | 420003 | São Ludgero               |
| Tubarão                     | 420003 | São Martinho              |
| Tubarão                     | 420003 | Treze de Maio             |
| Tubarão                     | 420003 | Tubarão                   |
| Araranguá                   | 420004 | Araranguá                 |
| Araranguá                   | 420004 | Balneário Arroio do Silva |
| Araranguá                   | 420004 | Balneário Gaivota         |
| Araranguá                   | 420004 | Ermo                      |
| Araranguá                   | 420004 | Jacinto Machado           |
| Araranguá                   | 420004 | Maracajá                  |
| Araranguá                   | 420004 | Meleiro                   |
| Araranguá                   | 420004 | Passo de Torres           |
| Araranguá                   | 420004 | Praia Grande              |
| Araranguá                   | 420004 | Santa Rosa do Sul         |
| Araranguá                   | 420004 | São João do Sul           |
| Araranguá                   | 420004 | Sombrío                   |
| Araranguá                   | 420004 | Timbé do Sul              |
| Araranguá                   | 420004 | Turvo                     |